# E3 Harelbeke 2017
La E3 Harelbeke 2017, sessantesima edizione della corsa, valida come undicesima prova dell'UCI World Tour 2017 categoria 1.UWT, si svolse il 24 marzo 2017 per un percorso di 206,1 km, con partenza ed arrivo a Harelbeke, in Belgio. La vittoria fu appannaggio del belga Greg Van Avermaet, che giunse al traguardo in 4h48'17" alla media di 42,895 km/h, precedendo i connazionali Philippe Gilbert e Oliver Naesen.

## Squadre e corridori partecipanti
Prendono parte alla competizione 25 squadre: oltre alle 18 formazioni con licenza UCI World Tour, partecipanti di diritto, sono state invitate 7 squadre UCI Professional Continental, Direct Énergie, Gazprom-RusVelo, Vérandas Willems-Crelan, Roompot-Nederlandse Loterij, WB Veranclassic Aqua Protect, Sport Vlaanderen-Baloise e Wanty-Groupe Gobert.
| N.      | Cod. | Squadra                         |
| ------- | ---- | ------------------------------- |
| 1-8     | BOH  | Bora-Hansgrohe                  |
| 11-18   | QST  | Quick-Step Floors               |
| 21-28   | LTS  | Lotto-Soudal                    |
| 31-38   | BMC  | BMC Racing Team                 |
| 41-48   | SKY  | Team Sky                        |
| 51-58   | ALM  | AG2R La Mondiale                |
| 61-68   | AST  | Astana Pro Team                 |
| 71-78   | TBM  | Bahrain-Merida Pro Cycling Team |
| 81-88   | CDT  | Cannondale-Drapac               |
| 91-98   | FDJ  | FDJ                             |
| 101-108 | MOV  | Movistar Team                   |
| 111-118 | ORS  | Orica-Scott                     |
| 121-128 | DDD  | Team Dimension Data             |

| N.      | Cod. | Squadra                      |
| ------- | ---- | ---------------------------- |
| 131-138 | KAT  | Team Katusha-Alpecin         |
| 141-148 | TLJ  | Team Lotto NL-Jumbo          |
| 151-158 | SUN  | Team Sunweb                  |
| 161-168 | TFS  | Trek-Segafredo               |
| 171-178 | UAD  | UAE Team Emirates            |
| 181-188 | SVB  | Sport Vlaanderen-Baloise     |
| 191-198 | VWC  | Vérandas Willems-Crelan      |
| 201-208 | WGG  | Wanty-Groupe Gobert          |
| 211-218 | WVA  | WB Veranclassic Aqua Protect |
| 221-228 | DEN  | Direct Énergie               |
| 231-238 | GAZ  | Gazprom-RusVelo              |
| 241-248 | RNL  | Roompot-Nederlandse Loterij  |

## Ordine d'arrivo (Top 10)
| Pos. | Corridore         | Squadra      | Tempo    |
| ---- | ----------------- | ------------ | -------- |
| 1    | Greg Van Avermaet | BMC          | 4h48'17" |
| 2    | Philippe Gilbert  | Quick-Step   | s.t.     |
| 3    | Oliver Naesen     | AG2R         | s.t.     |
| 4    | Luke Durbridge    | Orica        | a 40"    |
| 5    | Lukas Pöstlberger | Bora         | a 41"    |
| 6    | Michael Valgren   | Astana       | a 52"    |
| 7    | Sonny Colbrelli   | Bahrain-Mer. | s.t.     |
| 8    | Tom Boonen        | Quick-Step   | s.t.     |
| 9    | Dylan van Baarle  | Cannondale   | s.t.     |
| 10   | Alberto Bettiol   | Cannondale   | s.t.     |